# نبرد مقر
نبرد مَقْر یا یوم المَقْر نبردی است که به نوشتهٔ سیف بن عمر پس از نبرد اُلِیس میان ایرانیان و عرب‌ها در اواخر دورهٔ ساسانی در گرفت.

## رخدادهای نبرد
آزادبه مرزبان حیره بر روی فُرات بند (سد) زد. آزادبه در پی رسیدن خبر کشته شدن فرزندش و نیز خبر کشته شدن اردشیر سوم ناچار شد بگریزد. خیانت شهروراز و همپیمانان پارسی او به اردشیر سوم در ۶۳۰ م، دفاع ایرانیان در برابر عرب‌های تازشگر را در هم شکست. سدهای دفاعی‌ای که بهمن جادویه، جابان (گاوان) و آزادبه در برابر عرب‌ها ایجاد کرده بودند به دلیل چنددستگی‌ای که سرزمین‌های ساسانی را در بر گرفته بود، از هم پاشید. این چنددستگی‌ها هر سه ارتش ایران (ارتش آذربایجان، ارتش شهروراز و ارتش نمیروز) را به خود مشغول داشت. این مسئله به عرب‌ها اجازه داد تا با یک رشته حمله و مذاکره بتوانند بر حیره چیره شوند. بدین ترتیب خالد بن ولید یک سوی سرزمین سواد را تصرف کرد. سیف بن عمر گزارش می‌کند که خالد نامه‌ای به ایرانیان می‌فرستد که در تیسفون در پی مرگ اردشیر سوم درگیر کش‌مکش‌ها و جناح‌بندی‌ها بودند.